# Desmococcus olivaceus
Desmococcus olivaceus — вид грибів, що належить до монотипового роду  Desmococcus.